# Nereis jacksoni
Nereis jacksoni är en ringmaskart som beskrevs av Johan Gustaf Hjalmar Kinberg 1866. Nereis jacksoni ingår i släktet Nereis och familjen Nereididae. Utöver nominatformen finns också underarten N. j. reducta.